# Grappamiel
La grappamiel o grapamiel es una bebida alcohólica de Uruguay producto de la mezcla de grappa, alcoholes obtenido a partir de diversos granos, agua y miel de abeja.

## Historia
El destilado de orujo de uvas tiene presencia en la historia desde hace mucho tiempo y ya estaba presente en el antiguo Egipto. 
Hace cuatro siglos que se obtiene en Italia donde adquirió el nombre de grappa, aunque obtiene distintas denominaciones, entre ellas, Orujo en España, Bagaceira en Portugal y Marc en Francia.
La inmigración italiana la hizo llegar al Río de la Plata donde se popularizó su consumo con limón en chupitos en bares, siendo resistida su incorporación a ambientes gourmet.
Fue en Uruguay donde se inventó la grappamiel como resultante de mezclar la grappa con miel de abeja. Aunque actualmente no todas las grappamiel que se comercializan tienen la miel natural y algunas ni siquiera llevan grappa, o presentan otros químicos y conservantes además de estos dos elementos base.

## Obtención
Su proceso de obtención incluye el destilado de orujos y borras provenientes de la fermentación de la uva y varios granos para luego mezclarse con miel natural, agua y azúcar. Tiene una graduación entre el 20% y 25% de volumen alcohólico de acuerdo a la marca.

## Preparación
Se bebe comúnmente en bares en la clásica "medida" (copa). Al ser una bebida fuerte es más usual su consumo en el invierno.
Durante la estación calurosa es costumbre tomarla en vaso largo con abundante hielo estilo cóctel.
En los últimos 20 años comenzó a darse la costumbre de mezclar la bebida con otros sabores tales como:
- Chocolate
- Café
- Limón
- Menta
- Arándano
- Maní
- Frutilla
- Naranja
- Vainilla
- Bebida cola a muy baja temperatura